# Eilema angustula
Eilema angustula là một loài bướm đêm thuộc phân họ Arctiinae, họ Erebidae.